# Apple Interactive Television Box

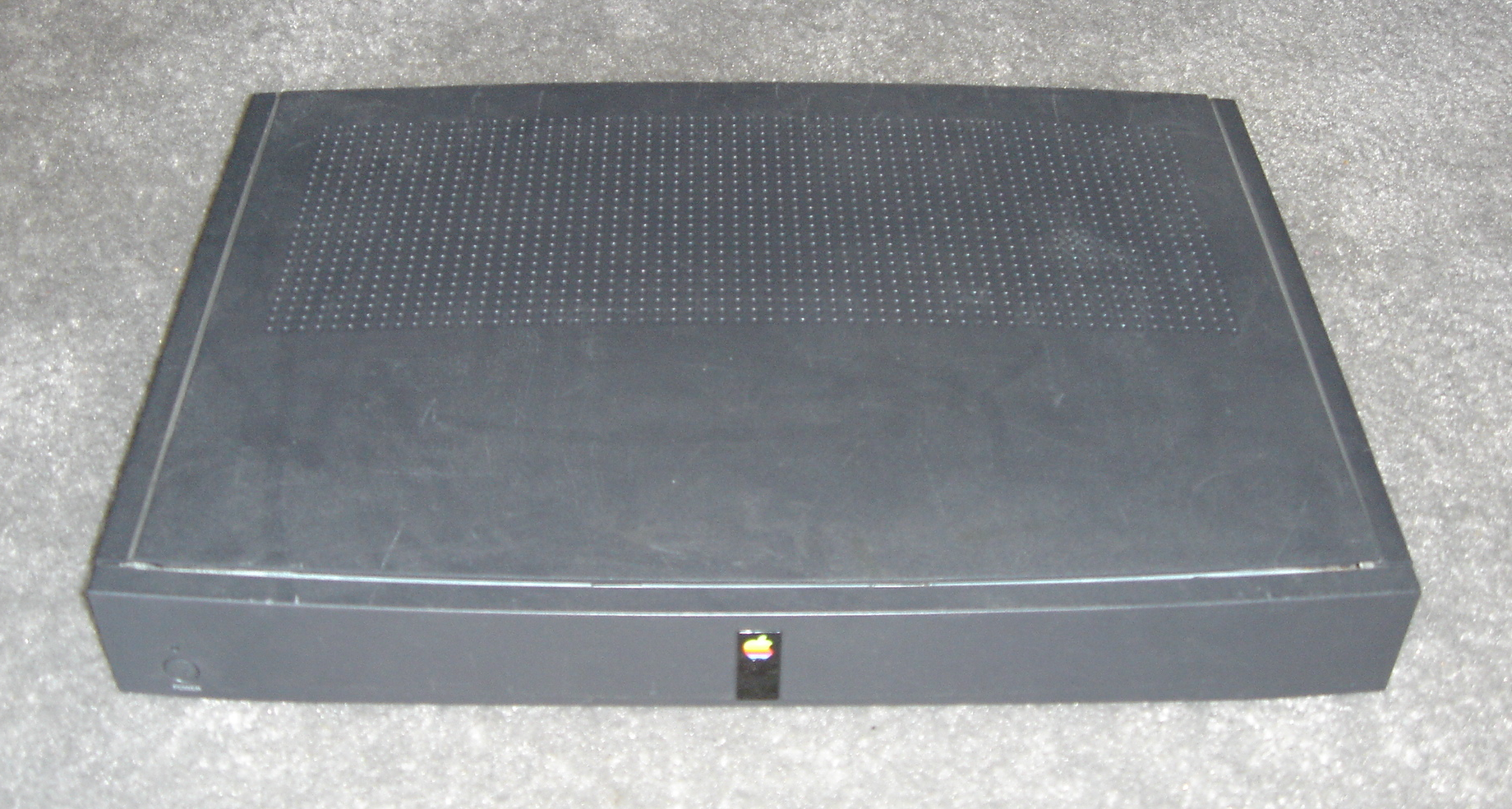
Prototipo del decodificador de televisión de Apple

El Apple Interactive Television Box (AITB, Caja de Televisión Interactiva de Apple) es un decodificador de televisión desarrollado por Apple Computer (ahora Apple Inc.) en asociación con varias empresas de telecomunicaciones mundiales, incluidas British Telecom y Belgacom. Los prototipos de la unidad se desplegaron en grandes mercados de prueba en algunas regiones de Estados Unidos y Europa, en 1994 y 1995, pero el producto se canceló poco después y nunca se fabricó o comercializó en masa.

## Descripción general

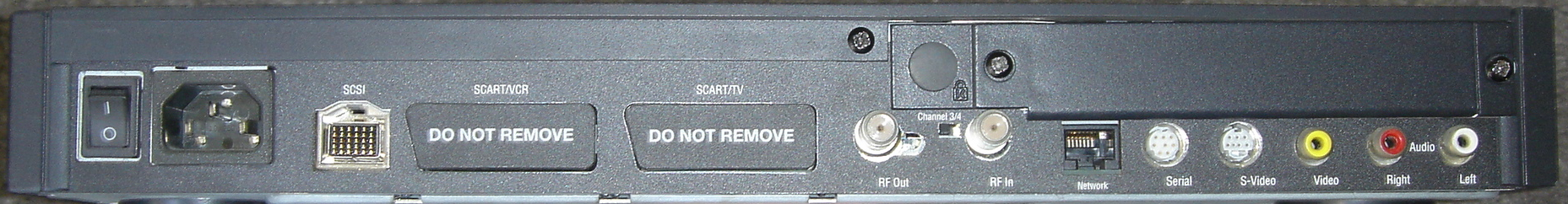
Parte trasera de la unidad.

El AITB fue diseñado como una interfaz entre un consumidor y un servicio de televisión interactiva. El control remoto de la unidad permitiría al usuario elegir qué contenido se mostraba en un televisor conectado, y buscar con avance rápido y rebobinar. En este sentido, es similar a una unidad moderna receptor de satélite o al TiVo. La caja solo pasaría las opciones del usuario a un servidor central de contenidos para la transmisión en directo en lugar de emitir el contenido por sí mismo. También había planes para programas de juegos, material educativo para niños y otras formas de contenido que son posibles gracias a las cualidades interactivas del dispositivo.
Los primeros prototipos conceptuales tienen una sensación de inacabado. Las unidades casi terminadas tienen una alta calidad de producción, los componentes internos a menudo carecen de indicadores de prototipo y algunas unidades tienen etiquetas de aprobación de la FCC. Estos hechos, junto con un manual en línea completo sugieren que el producto estaba muy cerca de completarse antes de ser cancelado.

### Infraestructura
Debido a que la máquina fue diseñada para ser parte de un servicio de datos por suscripción, las unidades AITB son en su mayoría inoperables. La ROM contiene solo lo necesario para continuar arrancando desde un disco duro externo o desde su conexión Ethernet. Muchos de los prototipos no parecen ni siquiera intentar arrancar. Es probable que esto dependa de los cambios en la ROM. La propia ROM contiene partes de un Mac OS 7.1 reducido que le permite establecer una conexión de red a los servidores de medios proporcionados por Oracle. Oracle Media Server (OMS) inicialmente se ejecutaba en hardware producido por la compañía nCube Systems de Larry Ellison, pero luego Oracle también lo puso a disposición en sistemas SGI, Alpha, Sun, SCO, Netware, Windows NT y AIX. Estos servidores también proporcionaron las partes del sistema operativo no implementadas en la ROM de la AITB a través del OMS Boot Service. Por lo tanto, un AITB debe establecer una conexión de red con éxito para finalizar el proceso de arranque. Usando una combinación de teclas de comando y un adaptador PowerBook SCSI, es posible hacer que el AITB arranque en un Sistema 7.1 preinstalado a través de un disco duro SCSI externo.
En julio de 2016, se publicaron imágenes en un foro de videojuegos que parecen mostrar un cartucho de Super Nintendo Entertainment System diseñado para funcionar con la variante de British Telecom de AITB. El cartucho tiene la etiqueta «BT GameCart» e incluye un conector en serie de 8 pines diseñado para conectarse al puerto System/Peripheral 8 en la parte posterior de la carcasa. Una película promocional de BT para la prueba del servicio analiza una forma en que los usuarios pueden descargar y jugar videojuegos de Nintendo a través del sistema.[cita requerida]

### Especificaciones
La caja de televisión interactiva de Apple se basa en el Macintosh Quadra 605 o LC 475. Debido a que la caja nunca se comercializó, Apple no ha indicado todas las especificaciones. Admite transporte MPEG-2 que contiene flujo de bits ISO11172 (MPEG-1), Apple Desktop Bus, entrada y salida de RF, salida de S-Video, salida de audio y vídeo RCA, conector RJ-45 para el flujo de datos E1 en dispositivos PAL o flujo de datos T1 en dispositivos NTSC, puerto serie y SCSI HDI-30. Apple tenía la intención de ofrecer el AITB con un ratón ADB negro, un teclado, una unidad de CD-ROM Apple 300e, impresora StyleWriter y uno de varios estilos de control remoto.
El disco duro contiene partes de un Mac OS 7.1.1 norteamericano normal con Finder, varios zócalos para protocolos de conexión de red y componentes de decodificación MPEG1 personalizados para el software QuickTime Player.

## Historia
Algunas unidades contienen una ROM de arranque especial que permite que el dispositivo arranque localmente desde un disco duro SCSI que tiene el sistema operativo y las aplicaciones dentro de la caja; estos dispositivos fueron utilizados principalmente por desarrolladores dentro de Apple y Oracle, y con fines de demostración limitados. En el uso normal de red, Oracle OMS entregaba el contenido y el código del programa a la caja a través de la red para implementar la interactividad de la caja.
Se instalaron unos cientos o miles de unidades en los hoteles de Disneyland California y se proporcionaron en la compra de habitaciones y en la navegación del parque.[cita requerida] Aproximadamente 2500 unidades se instalaron y utilizaron en hogares en Inglaterra, durante la segunda prueba de televisión interactiva realizada por British Telecom y Oracle, que tuvo lugar en Ipswich, Reino Unido. Las aplicaciones del decodificador se desarrollaron utilizando el producto Oracle Media Objects (OMO) de Oracle, que es algo similar a HyperCard, pero se mejoró significativamente para operar en un entorno de televisión interactiva basada en red.